# Vals del Emperador
El Vals del Emperador (Kaiser-Walzer), op. 437, es un vals compuesto por Johann Strauss (hijo) en 1889.
Originalmente fue titulado Mano a mano, y fue compuesto en agosto de dicho año con motivo de la visita del Káiser Guillermo II de Alemania a Francisco José I, en Austria. No obstante, finalmente se le dejaría el nombre actual de Kaiser-Walzer por ser considerado por Fritz Simrock un nombre diplomáticamente más apropiado. Sonó por primera vez en Berlín el 21 de octubre de 1889.
La majestuosidad de la pieza se aprecia en su composición. Comienza con una suave marcha que avanza en crescendo, a medida que se introduce la melodía principal. Ésta permanece de fondo a lo largo del vals. A medida que se acerca el final, un solo de violonchelo repite la primera estructura, antes de finalizar con una fanfarria de trompeta, acompañada por un timbal.
- Datos: Q1721565
- Multimedia: Kaiserwalzer / Q1721565